# نيشي-شينجوكو (محطة)

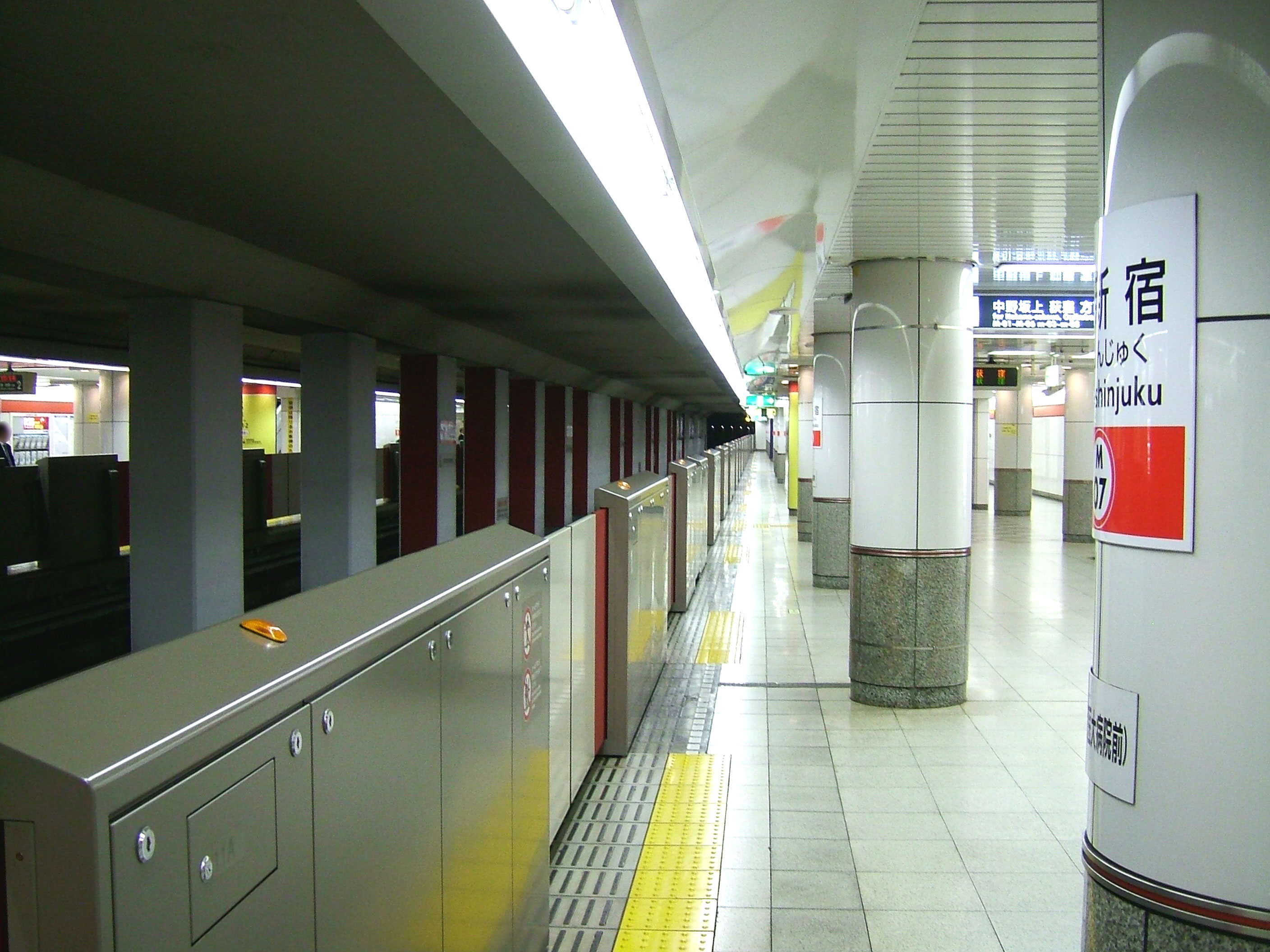
منصة محطة نيشي-شينجوكو

محطة نيشي-شينجوكو (باليابانية: 西新宿駅، نيشي-شينجوكو-إكي) هي محطة قطار على خط مارونوأوتشي من شركة مترو طوكيو، تقع في حي شينجوكو، طوكيو، اليابان.

## الخطوط
- شركة مترو طوكيو (Tokyo Metro)
  - خط مارونوأوتشي (Marunouchi Line)

## المرافق
يوجد فيها منصتين جانبيتين تخدم مساري خط مارونوأوتشي:
- منصة 1 لخدمة الخط المتجه إلى أوغيكوبو، وهونانتشو (من خلال الانتقال في ناكانو-ساكاأويه).
- منصة 2 لخدمة الخط المتجه إلى شينجوكو، غينزا، وإكه-بوكورو.

## المحطات المتاخمة
| «                                         |                                           | الخدمة                                    |                                           | »                                         |
| شركة أوداكيو للسكك الحديدية الكهربائية 1. | شركة أوداكيو للسكك الحديدية الكهربائية 1. | شركة أوداكيو للسكك الحديدية الكهربائية 1. | شركة أوداكيو للسكك الحديدية الكهربائية 1. | شركة أوداكيو للسكك الحديدية الكهربائية 1. |
| ----------------------------------------- | ----------------------------------------- | ----------------------------------------- | ----------------------------------------- | ----------------------------------------- |
| ناكانو-ساكاأويه                           |                                           | خط أوداكيو-أوداوارا محلي                  |                                           | شينجوكو                                   |